# آديا ساكي سيمونيتا
كانت آديا ساكي سيمونيتا (19 أبريل 1874-13 يناير 1944) أمينة مكتبة إيطالية وناشطة في مجال حقوق المرأة. أدخلت ساكي، خلال توليها إدارة المكتبة العامة والمتاحف في منتوة، خدمات وبرامج جديدة لجعل المكتبة أكثر ديمقراطيةً وتلبيةً لاحتياجات أكبر عدد من القرّاء، بما في ذلك ساعات العمل أيام الأحد، وكتالوج البطاقات العامة، ومكتبات في المستشفيات للجنود خلال الحرب العالمية الأولى. أسست ساكي جمعية وطنية لمسؤولي المكتبات والمتاحف، بسبب الظروف الاقتصادية الصعبة التي واجهتها المكتبات في إيطاليا، والتي دافعت عن مصالح المكتبات والمتاحف في إيطاليا، وأصبحت في النهاية جزءًا من جمعية المكتبات الإيطالية. شاركت ساكي أيضًا بنشاط في حركة حقوق المرأة الإيطالية، فأسست فرع منتوة لجمعية المرأة، وشغلت منصب رئيسة الاتحاد الإيطالي لحق المرأة في التصويت والحقوق المدنية والسياسية.

## سيرة شخصية

### عمل المكتبة

#### نشاط المكتبة الوطنية
كتبت ساكي مقالًا في صحيفة إيل بوبولو ديتاليا في عام 1932 بعنوان «حالة المكتبات العامة في إيطاليا»، والتي أعادت فيه التأكيد على احتياجات المكتبات الإيطالية، مثل إعادة تنظيم نظام المكتبات بأكمله، والاستقلال الإداري للمكتبات في عواصم المقاطعات، وإنشاء مدارس لعلوم المكتبات، وزيادة التعاون بين المدارس والمكتبات. عبّرت أيضًا عن معارضتها لإنشاء مكتبات مدرسية، مؤكدة أنها لا تشعر بأنها فعالة.
تلا رئيس الجمعية جوزيبي أنييلي خطاب ساكي حول «العلاقات بين الدولة والمكتبات والمتاحف العامة والإقليمية فيما يتعلق بعملها»؛ وذلك على الرغم من غيابها عن الاجتماع السنوي للجمعية في عام 1925 بسبب وعكة صحية. كررت ساكي في الخطاب أهمية وجود جهة حكومية واحدة تتولى مسؤولية هذه المؤسسات الثقافية. ألقت خطابًا في المؤتمر الوطني الثاني لأمناء المكتبات العامة والإقليمية ومديري المتاحف والأرشيف في عام 1928 بعنوان «قواعد وعمل المكتبات العامة»، مؤكدة مجددًا على طلب إنشاء مكتبة في كل مدينة. صوتت الجمعية، التي أسستها ساكي، في هذا الاجتماع على الاندماج مع مكتبات الدولة في جمعية جديدة. 
حضرت ساكي «المؤتمر العالمي الأول للمكتبات والببليوغرافيا» في عام 1929، والذي شهد إطلاق جمعية المكتبات الإيطالية الجديدة (رسميًا في عام 1930). ساهمت ساكي بورقة بحثية بعنوان «الفهرسة وإمكانية استشارة الأطروحات الجامعية»، والتي أوضحت فيها رؤيتها للتداول الحر للأبحاث لدعم التقدم العلمي. جادلت أيضًا بأن الأطروحات التي كتبها الطلاب ظلت في «مقابر أرشيف الجامعة»، وأرادت إتاحتها في مكتبات الجامعات من خلال إنشاء فهارس وطنية للأطروحات، والتي يمكن بعد ذلك توزيعها على جميع المكتبات المحلية، مما يؤدي إلى تبادلات دولية.
حقوق المرأة
ساهمت كل من ساكي وشقيقتها بياتريس في حركة حقوق المرأة. فأسست ساكي فرع منتوة لجمعية المرأة في عام 1909، والذي دعا إلى حق المراة في التصويت، وإلغاء الدعارة، والطلاق، وإتاحة الفرص المهنية للنساء. أنشأت أيضًا مدرسة مسائية للنساء، ومدرسة مسائية للخياطة، ومدرسة للممرضات، ومبادرات أخرى للنساء والأطفال.
أصبحت منتوة مركزًا للنسوية البراغماتية في لومبارديا بفضل جهود ساكي، وتعارضت أحيانًا مع الحركة النسوية الأكثر علمية في روما، حيث كانت شقيقتها بياتريس ناشطة أيضًا. تباعدت المجموعتان في عام 1917، عندما انفصلت مجموعة منتوة، بقيادة ساكي، عن البرنامج الرسمي المؤيد لحق المرأة في التصويت في الجمعية، وعارضت توسيع نطاق حق التصويت للنساء بسبب اعتقادهن، في فترة ما قبل الحرب، أن حياد النساء الإيطاليات قد يقود البلاد إلى الحرب.
كانت ساكي واحدة من المندوبات الإيطاليات الاثني عشر في المؤتمر التاسع للتحالف الدولي لحق المرأة في التصويت، الذي عقد في روما في عام 1932؛ وأصبحت في عام 1928 رئيسة الاتحاد الإيطالي لحق المرأة في التصويت والحقوق المدنية والسياسية، وهو القسم الإيطالي من التحالف الدولي لحق المرأة في التصويت.

## السنوات الأخيرة
لم تصبح ساكي عضوًا في الحزب الفاشي في عهد بينيتو موسوليني، فاضطرت نتيجة لذلك إلى الاستقالة من المكتبة، وأُقيلَت من منصبها كرئيسة للاتحاد الإيطالي لحق المرأة في التصويت والحقوق المدنية والسياسية في عام 1935. انتقلت هي وعائلتها إلى نيتيروي بالبرازيل حيث توفيت في عام 1944.